# Лашкевич, Валериан Валерианович
Валериа́н Валериа́нович Лашке́вич (26 ноября 1876, Харьков — 28 февраля 1948, София) — адвокат и общественный деятель дореволюционной России, член IV Государственной думы от Харьковской губернии.

## Биография
Личный дворянин, сын профессора медицины Валериана Григорьевича Лашкевича. Владел дачей в Покатиловке под Харьковом.
Учился в семейной школе Х. Д. Алчевской, затем окончил Харьковскую 3-ю гимназию. Высшее образование получил в Харьковском университете, сперва на физико-математическом, а затем на юридическом факультете. По окончании университета в 1902 году слушал лекции в Новом университете Брюсселя, у лучших бельгийских социологов и юристов. Написал «Популярные лекции по торговому праву» (Санкт-Петербург, 1903) и перевёл «Правила адвокатской этики», выработанные союзом американских адвокатов.
С началом русско-японской войны был призван в 1-ю Сибирскую парковую артиллерийскую бригаду, за боевые отличия награждён четырьмя орденами и произведен в подпоручики (производство утверждено Высочайшим приказом от 20 апреля 1906 года).
По возвращении с войны был помощником присяжного поверенного, а затем присяжным поверенным в Харькове. Одновременно состоял членом Совета присяжных поверенных округа Харьковской судебной палаты, юрисконсультом Харьковской городской управы и помощником юрисконсульта управления Южной железной дороги. Избирался гласным Харьковской городской думы и состоял членом многих её комиссий.
В 1912 году был избран членом Государственной думы от 2-го съезда городских избирателей Харьковской губернии. Входил во фракцию кадетов. Состоял членом комиссий: о путях сообщения, по городским делам, по запросам, по судебным реформам, распорядительной, и по делам православной церкви. Входил в Прогрессивный блок. В годы Первой мировой войны состоял уполномоченным лазарета и 1-го передового перевязочно-питательного пункта Государственной думы, был представлен к Георгиевской медали 4-й степени. С 1915 года состоял членом Особого совещания по перевозке топлива, продовольствия и военных грузов.
Участвовал в Февральской революции, входил во Временный комитет Государственной думы. В конце марта 1917 года командировался в качестве комиссара ВКГД и Временного правительства в район Донецкого бассейна, а в апреле — на Тамбовские пороховые заводы. 6 августа 1917 года избран членом Поместного собора Православной российской церкви от Государственной думы. Оставил неопубликованные «Воспоминания о IV Государственной думе и Февральской революции» (ГАРФ).
В Гражданскую войну участвовал в Белом движении на Юге России. В 1920 году эвакуировался из Крыма, состоял секретарём Русского парламентского комитета в Константинополе, секретарём Русского совета при генерале Врангеле, а также членом юридического совещания Народного братства освобождения России. В 1921 году избран членом Русского всезаграничного церковного собора, но в заседаниях не участвовал.
В эмиграции в Болгарии. В 1924—1934 годах преподавал словесность в Шуменской русской гимназии. Среди его учеников — эмигрантские писатели Владимир Сосинский и Гайто Газданов. Последний вывел Лашкевича под именем Валентина Валентиновича Рашевича в рассказе «На острове». В 1925 году стал одним из основателей Общества русских педагогов в Болгарии. Скончался в 1948 году в Софии. Похоронен на Центральном кладбище.

## Награды
- Орден Святого Станислава 3-й ст. с мечами и бантом (ВП 25.03.1905)
- Орден Святой Анны 4-й ст. с надписью «за храбрость» (ВП 22.01.1906)
- Орден Святой Анны 3-й ст. с мечами и бантом (ВП 17.12.1906)
- Орден Святого Станислава 2-й ст. с мечами (ВП 18.01.1907)